# Patch Darragh
Patch Darragh (21 giugno 1977) è un attore statunitense noto per aver interpretato Tinker in Cam.

## Filmografia parziale

### Cinema
- Monday Night Mayhem, regia di Ernest Dickerson (2002)
- Coach, regia di Will Frears (2010)
- The Depths, regia di Jamison M. LoCascio (2010)
- Little Horses, regia di Levi Abrino (2011)
- Il matrimonio che vorrei, regia di David Frankel (2012)
- Loitering with Intent, regia di Adam Rapp (2014)
- The Visit, regia di M. Night Shyamalan (2015)
- The Harrow, regia di Kevin Stocklin (2016)
- Sully, regia di Clint Eastwood (2016)
- La prima notte del giudizio, regia di Gerard McMurray (2018)
- Cam, regia di Daniel Goldhaber (2018)
- Over/Under, regia di Bronwen Hughes (2022)
- Old Man, regia di Lucky McKee (2022)
- The Union, regia di Julian Farino (2024)

### Televisione
- Person of Interest - serie TV, episodio 4x20 (2015)
- Everything Sucks! – serie TV (2018)
- Evil – serie TV, episodio 4x01 (2024)

## Doppiatori italiani
Nelle versioni in italiano delle opere in cui ha recitato, Patch Darragh è stato doppiato da:
- Edoardo Stoppacciaro in Sully, La prima notte del giudizio
- Gabriele Marchingiglio in The Path
- Fabrizio Picconi in Person of Interest
- Simone Olivieri in Cam
- Roberto Stocchi in Everything Sucks!
- Federico Di Pofi in Succession
- Daniele De Lisi in The Union